# Vol Piedmont Airlines 22
Le 19 juillet 1967, un Boeing 727-22 effectuant le vol Piedmont Airlines 22 est entré en collision avec un Cessna 310 au-dessus d'Hendersonville, en Caroline du Nord, aux États-Unis. Les deux avions ont été détruits lors de l'accident et les 82 passagers et membres d'équipage présents à bord ont tous été tués. 
L'enquête sur cet accident est la première de grande envergure menée par le Conseil national de la sécurité des transports (NTSB), crée trois mois auparavant. Un nouvel examen du rapport d'enquête, menée 39 ans après l'accident, a confirmé les conclusions initiales selon lesquelles la responsabilité incombait principalement au pilote du Cessna.

## Accident
Le vol 22 de Piedmont Airlines a décollé de la piste 16 de l'aéroport régional d'Asheville à 11h58 pour un vol intérieur régulier, en suivant les règles de vol aux instruments (IFR), d'une durée de 35 minutes à destination de Roanoke, en Virginie, sous la supervision du commandant de bord Raymond F. Schulte (49 ans), du copilote Thomas C. Conrad (30 ans) et de l'officier mécanicien navigant Lawrence C. Wilson (37 ans). 
Alors que le 727 était encore en pleine phase de décollage, John D. Addison (48 ans), alors pilote d'un Cessna 310, propriété de Lanseair Inc. et effectuant un vol privé entre Charlotte, en Caroline du Nord, et Asheville avec trois personnes à bord, a rapporté : « Deux Sierra venont de passer au-dessus du VOR, nous nous dirigeons vers le… pour… ah… Asheville maintenant ». Le contrôleur d'approche a ensuite autorisé le Cessna à descendre et à maintenir 6 000 pieds (1 800 m). 
À 11h59, le contrôleur a autorisé le vol 22 à « ... monter sans restriction vers le VOR, signaler le passage du VOR », puis a autorisé le Cessna à effectuer une approche vers la piste 16. 
À 12h01, le vol 22 est alors toujours en montée en effectuant un virage à gauche, lorsque le Cessna l'a percuté à grande vitesse, juste derrière le cockpit du 727, à une altitude de 6 132 pieds (1 869 m), provoquant la désintégration du petit avion. Le 727 a continué de voler tout droit momentanément, puis s'est renversé sur le dos et s'est écrasé verticalement au sol, explosant à l'impact.

## Première enquête
Cet accident est devenu le premier impliquant une grande compagnie aérienne à faire l'objet d'une enquête du Conseil national de la sécurité des transports (NTSB), nouvellement créé pour remplacer le Civil Aeronautics Board (en) (CAB). Le rapport final du NTSB impute la responsabilité principale de l'accident au pilote du Cessna, qui a dévié de sa trajectoire d'approche pour des raisons indéterminées, tout en citant les procédures de contrôle du trafic aérien comme facteur contributif, et recommande une révision du niveau minimum de compétences requises pour les pilotes effectuant des vols IFR. 

## Controverse et nouvelle enquête
En 2006, 39 ans après l'accident, le NTSB a rouvert l'enquête pour examiner d'éventuelles irrégularités identifiées par Paul Houle, ancien enquêteur militaire sur les accidents aériens et historien, qui a passé plusieurs années à étudier cette catastrophe. Il a cité les problèmes suivants avec l'enquête initiale du NTSB :
- Le rapport original omettait le fait que le pilote du Cessna avait correctement signalé son cap, ce qui aurait dû alerter le contrôle aérien d'un conflit de trajectoire potentiel entre les deux avions. Le rapport affirme qu'une pause de quatre secondes s'est produite à ce moment-là, mais la transcription ne montre aucune pause de ce genre.

- Le rapport original ne mentionne pas du feu s'échappant d'un cendrier du cockpit à bord du 727, qui a retenu l'attention de l'équipage pendant les 35 secondes précédant la collision, comme en témoigne la transcription de l'enregistreur phonique.

- L'enquêteur principal du NTSB avait un conflit d'intérêts apparent, puisque son frère était vice-président et directeur des opérations chez Piedmont Airlines, selon un témoignage au tribunal de 1968.

Houle a également mentionné qu'à l'époque, le NTSB, alors nouvellement formé, n'était pas totalement indépendant de la Federal Aviation Administration (FAA), puisque les deux agences rapportaient au ministère des Transports. Il a affirmé que ces conflits d'intérêts avaient conduit le NTSB à éviter de citer les contrôleurs de ou de la FAA comme principales causes de l'accident.
En février 2007, le NTSB a indiqué qu'il avait confirmé ses conclusions initiales, confirmant à nouveau la cause probable qu'il avait évaluée en 1968. Dans une lettre à Houle, le président du NTSB, Mark Rosenker, a écrit que le conseil avait voté par 3 voix contre 1, affirmant que les arguments de Houle n'étaient pas fondés.

## Passager notable
Parmi les 82 personnes mortes dans l'accident figuraient John T. McNaughton (en), alors passager du vol 22 qui a été tué avec sa femme et son fils, qui venait de démissionner de son poste de sous-secrétaire à la politique de Défense et avait été confirmé par le Sénat américain pour devenir le prochain secrétaire à la Marine des États-Unis. Il était le plus proche conseiller du secrétaire à la Défense Robert McNamara.